# Blatta orientalis
La cucaracha negra, oriental, común o del Viejo Mundo (Blatta orientalis) es una especie de insecto blatodeo de la familia Blattidae. Es nativa de Europa [cita requerida]

## Características
Mide cerca de unos 2,50 cm de largo en su madurez. Las tonalidades van del marrón oscuro a negro y tiene un cuerpo brillante. Presenta dimorfismo sexual; los machos poseen dos alas largas y de color marrón que cubren la mayoría de su cuerpo, que es más estrecho que el de la cucaracha común hembra. Ni la cucaracha macho ni la hembra pueden volar, aunque esta última aparte de un cuerpo más ancho que el del macho, parece no tener alas que finalmente se descubren muy cortas e inútiles, apenas debajo de su cabeza.

## Hábitat

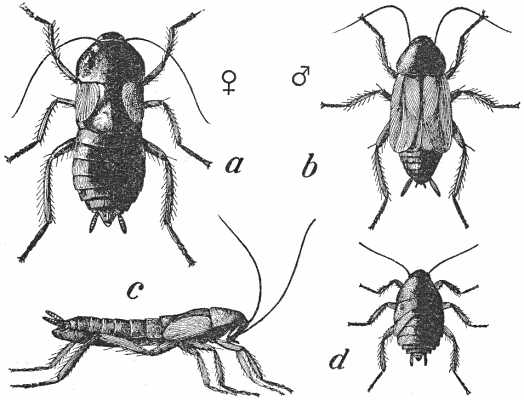
a, hembra; b, macho; c, hembra perfil; d, inmaduro.

Suelen ser encontradas alrededor de la materia orgánica en descomposición, y en alcantarillas, desaguaderos, sótanos, pórticos, y otras ubicaciones húmedas. Asimismo se pueden encontrar afuera bajo arbustos u otros sitios húmedos al aire libre. Prefieren esconderse en lugares relativamente húmedos y con una temperatura entre 20º y 29 °C. Son de hábitos principalmente nocturnos.
Un signo de la presencia de cucarachas son las ootecas, cápsulas que contienen hasta 16 huevos, como es el caso de las cucarachas orientales. Puede resultar difícil deshacerse de esta especie. Los adultos mueren con facilidad aplicando insecticida, pero cada dos meses las hembras incuban nuevas ninfas.